# حبيبات جليدية

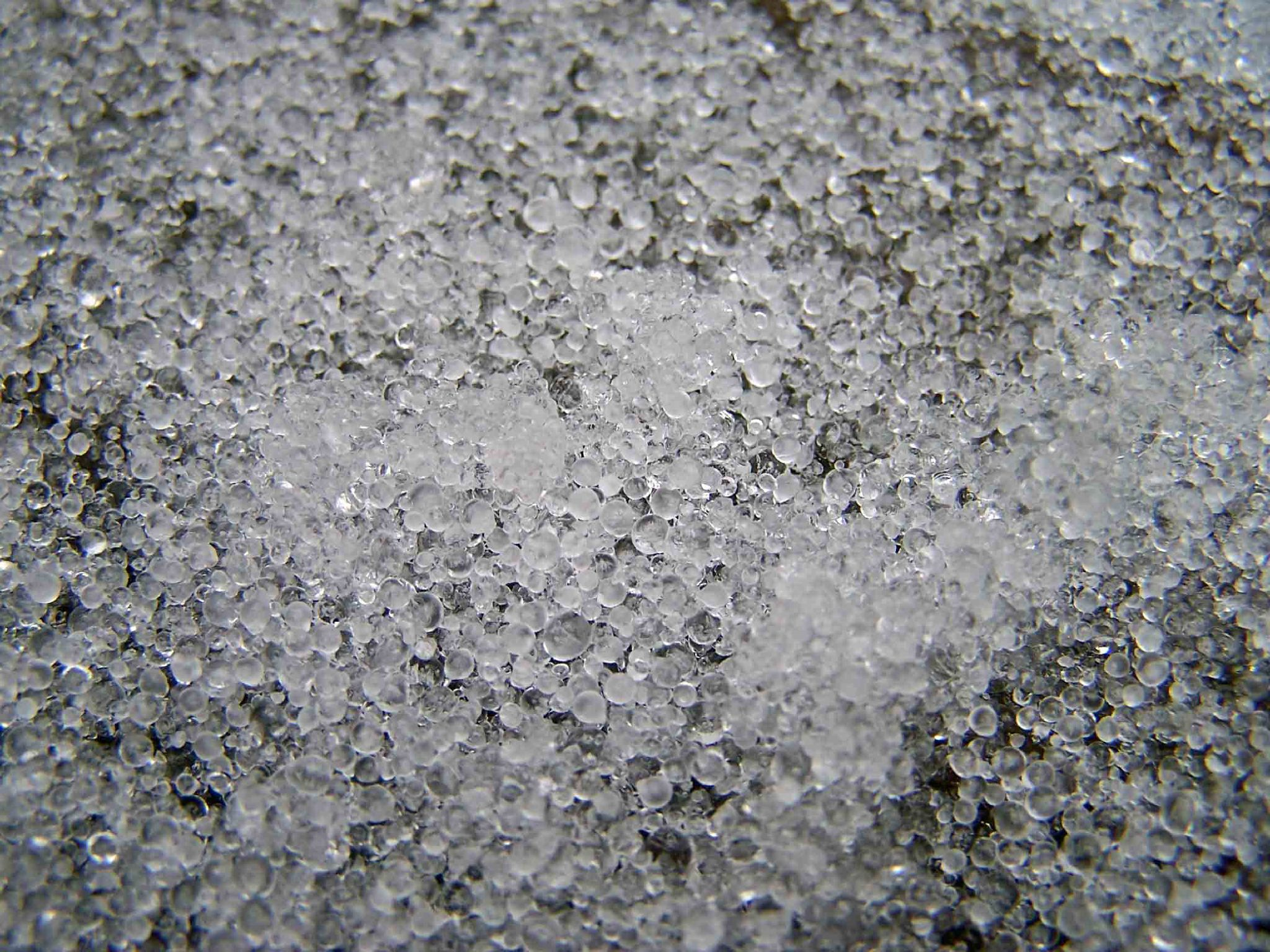
شفشاف أو قطقط على الأرض

الحبيبات الجليدية أو كُرَيَّات جليدية هي من أنواع الهطول الذي يكون على شكل حبيبات أو كرات شفافّة من الجليد، وهي أصغر من حبات البَرَد. لا تتكون الحبيبات الجليدية عادة في الشتاء إنما في العواصف الرعدية، وهي مختلفة عن .البرد الدقيق. يرمز للحبيبات الجليدية في تقرير الطقس للمطار (METAR) بالرمز PL.

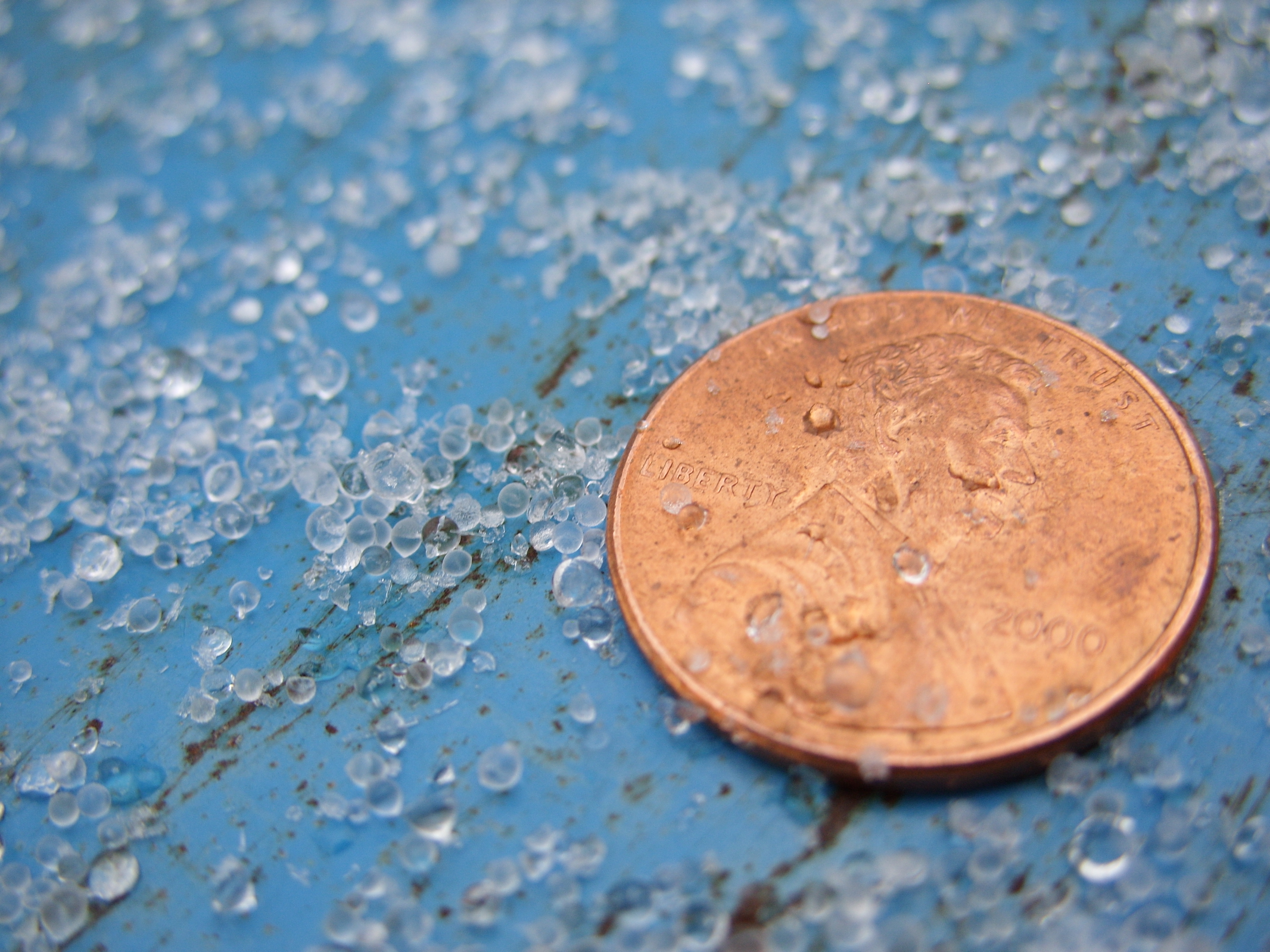
حبيبات جليدية

## اقرأ أيضاً
- خشيف
- مطر متجمد
- جليد